# Tiliacora chrysobotrya
Tiliacora chrysobotrya là một loài thực vật có hoa trong họ Biển bức cát. Loài này được Welw. ex Ficalho miêu tả khoa học đầu tiên năm 1884.